# Бопал
Бопал (хинд. भोपाल) је град у Индији у држави Мадја Прадеш. По подацима из 2001. године у граду је живело 1.458.416 становника. 
У њему се налази највећа џамија у Индији и неколико колеџа.

## Становништво
Према незваничним резултатима пописа, у граду је 2011. живело 1.795.648 становника.
| 1991.     | 2001.     | 2011.     |
| --------- | --------- | --------- |
| 1.062.771 | 1.437.354 | 1.795.648 |